# Baryon Oscillation Spectroscopic Survey
La Baryon Oscillation Spectroscopic Survey (BOSS) è un'indagine astronomica condotta all'interno della SDSS III, la terza fase di osservazioni condotta tra il 2008 e il 2014 nel corso del più vasto progetto Sloan Digital Sky Survey (SDSS). Scopo della BOSS era la misurazione del tasso di espansione dell'Universo.
L'indagine ha mappato la distribuzione spaziale delle galassie luminose all'infrarosso (LRG, acronimo dell'inglese Luminous Red Galaxies) e dei quasar e ne ha rilevato la scala dimensionale in base alle oscillazioni acustiche dei barioni nell'universo primordiale. Infatti le onde sonore che si propagarono nell'universo primordiale, simili alle increspature sulla superficie di uno stagno, hanno determinato una scala dimensionale caratteristica nel posizionamento reciproco delle galassie.
Nel report finale viene dichiarato che l'indagine BOSS ha misurato la scala dell'universo con un'accuratezza dell'uno per cento ed è stata completata nella primavera del 2014.